# Sierpień 2007

## 1 sierpnia2007
- W popołudniowych godzinach szczytu zawalił się most I-35W w Minneapolis w stanie Minnesota w Stanach Zjednoczonych. (TVN24.pl).
- W całej Polsce obchodzono uroczyście 63 rocznicę wybuchu powstania warszawskiego. (Gazeta.pl)

## 2 sierpnia2007
- Co najmniej 68 osób zginęło w katastrofie kolejowej na południu Demokratycznej Republiki Konga. (Gazeta.pl)

## 3 sierpnia2007
- W Kostrzynie nad Odrą rozpoczął się XIII Przystanek Woodstock. Przypuszczalnie to ostatnia edycja tej imprezy w tej formie. Zagrały m.in. Carrantuohill, Type O Negative i Acid Drinkers. (Gazeta.pl)

## 4 sierpnia2007
- Drugi dzień XIII Przystanku Woodstock. Zagrały m.in. Alians, Coma i Indios Bravos. Z uczestnikami imprezy spotkał się m.in. abp Józef Życiński. (Gazeta.pl)
- NASA wystrzeliła z przylądka Canaveral sondę Phoenix, przeznaczony do zbadania północnej strefy polarnej Marsa. (Gazeta.pl)

## 5 sierpnia2007
- Zmarł emerytowany arcybiskup Paryża kardynał Jean-Marie Lustiger.
- Podczas konferencji prasowej Andrzej Lepper ogłosił, że ministrowie Samoobrony po powrocie z urlopów oddadzą się do dyspozycji premiera. Oskarżył też Jarosława Kaczyńskiego o rozpad koalicji PiS–Samoobrona–LPR. (Gazeta.pl)
- Monsunowa powódź w Indiach i Bangladeszu zebrała już 250 ofiar śmiertelnych. (Gazeta.pl)
- W Kongu odbyła się druga tura wyborów parlamentarnych, wygranych przez prezydencką Parti Congolais du Travail. (Afryka.org)
- Zakończył się XIII Przystanek Woodstock. (Gazeta.pl)

## 7 sierpnia2007
- W Szczecinie zakończył się finał regat żaglowców The Tall Ships’ Races. (INTERIA.PL)

## 8 sierpnia2007
- Minister spraw wewnętrznych i Administracji Janusz Kaczmarek został zdymisjonowany przez premiera Jarosława Kaczyńskiego. Nowym ministrem został Władysław Stasiak. Do dymisji podał się komendant główny Policji Konrad Kornatowski. (Gazeta.pl)
- W kolejnej katastrofie polskiego autokaru we Francji zginęły 3 osoby, 5 zostało ciężko rannych i 10 rannych. (Gazeta.pl)
- Grupa naukowców ogłosiła, że delfin chiński jest prawdopodobnie gatunkiem wymarłym. Jest to pierwszy duży wymarły kręgowiec od ponad 50 lat i pierwszy waleń wymarły na skutek działalności człowieka. (Telegraph.co.uk)
- Trzęsienie ziemi o sile 7,4 stopnia w skali Richtera nawiedziło Indonezję. (Philstar)

## 9 sierpnia2007
- Po spotkaniu Donalda Tuska z prezydentem Lechem Kaczyńskim doszło do porozumienia w sprawie jesiennych wyborów. Obie strony zgodziły się, że wybory te są potrzebne. (TVN24.pl)
- Zdymisjonowany został szef Centralnego Biura Śledczego Jarosław Marzec.

## 13 sierpnia2007
- Lech Kaczyński odwołał ministrów reprezentujących LPR i Samoobronę. W ich miejsce do rządu weszli Ryszard Legutko (Ministerstwo Edukacji Narodowej) Joanna Kluzik-Rostkowska (Ministerstwo Pracy i Polityki Społecznej), Mirosław Barszcz (Ministerstwo Budownictwa) oraz Marek Gróbarczyk (Ministerstwo Gospodarki Morskiej). (Gazeta.pl)

## 14 sierpnia2007
- Ponad 400 osób zginęło w samobójczych zamachach wymierzonych w wyznawców jezydyzmu w miejscowości Kahtanija w północno-zachodniej części Iraku. (Gazeta.pl)
- Podporucznik Łukasz Kurowski zginął podczas misji w Afganistanie. 28-letni żołnierz jest pierwszym Polakiem, który zginął w misji afgańskiej. (WP.pl)

## 15 sierpnia2007
- W trzęsieniu ziemi w południowym Peru zginęło co najmniej 500 osób, 1500 było rannych. (Gazeta.pl)

## 18 sierpnia2007
- Porywacze podający się za członków Al-Kaidy uprowadzili samolot pasażerski tureckiego towarzystwa Atlas-Jet. (Onet.pl)

## 19 sierpnia2007
- Tajlandczycy przyjęli w referendum nową konstytucję. 68% głosujących poparło projekt zaproponowany przez wojskowych, którzy rok wcześniej obalili premiera Thaksina Shinawatrę. (Gazeta.pl)

## 20 sierpnia2007
- Rada Bezpieczeństwa ONZ w jawnym głosowaniu rozszerzyła Misję Unii Afrykańskiej w Somalii. (BBC)
- Huragan Dean został uznany za huragan kategorii 5. według skali Saffira-Simpsona. (NHC)

## 21 sierpnia2007
- Huragan Dean uderzył na wschodnie wybrzeże Półwyspu Jukatan na pograniczu Meksyku i Belize. Po uderzeniu w półwysep osłabł, spadając z kategorii piątej do trzeciej. (NHC, Gazeta.pl)
- Wahadłowiec Endeavour wylądował na Przylądku Canaveral na Florydzie po zakończeniu misji STS-118. (Gazeta.pl)

## 22 sierpnia2007
- Na zamkniętym posiedzeniu sejmowej komisji ds. służb specjalnych zdymisjonowany minister spraw wewnętrznych Janusz Kaczmarek składał wyjaśnienia, obciążające zarzutami (m.in. inwigilacji mediów i opozycji) ministra Zbigniewa Ziobrę i władze PiS. (Gazeta.pl)

## 23 sierpnia2007
- Sejm RP pozbawił immunitetu poselskiego Stanisława Łyżwińskiego i wyraził zgodę na jego zatrzymanie, do którego doszło tego samego dnia w szpitalu w Gdańsku. (TVN24.pl, Gazeta.pl)

## 24 sierpnia2007
- Sejm RP uchwalił w ustawę dotyczącą Systemu Informacyjnego Schengen i Systemu Informacji Wizowej. (Gazeta.pl)
- Sejmowa komisja ds. służb specjalnych wniosła o powołanie dwóch komisji śledczych: w sprawie śmierci Barbary Blidy oraz akcji CBA w Ministerstwie Rolnictwa. (Gazeta.pl)
- Na około kwadrans przed północą zaczęło się w Sejmie utajnione czytanie pierwszej części zeznań Janusza Kaczmarka sprzed dwóch dni. Nad ranem czytanie drugiej części stenogramu zostało głosami opozycji przełożone na wtorek 28 sierpnia.(Gazeta.pl)

## 25 sierpnia2007
- W zamachach bombowych w Hajdarabadzie, stolicy indyjskiego stanu Andhra Pradesh, zginęły co najmniej 43 osoby a ponad 80 zostało rannych[1].

## 28 sierpnia2007
- Piłkarz Antonio Puerta zmarł na atak serca w szpitalu Virgen del Rocio w Sewilli. (Sport.pl)
- Liczba ofiar pożarów lasów w Grecji wzrosła do 63. (Gazeta.pl)
- Abdullah Gül z Partii Sprawiedliwości i Rozwoju (AKP) mimo sprzeciwów armii został wybrany na prezydenta Turcji. (Gazeta.pl)

## 30 sierpnia2007
- Były minister spraw wewnętrznych i administracji Janusz Kaczmarek, były komendant główny Policji Konrad Kornatowski i prezes PZU Jaromir Netzel zostali zatrzymani przez ABW. W związku z tą samą sprawą prokuratura zapowiedziała zatrzymanie biznesmena Ryszarda Krauzego, przebywającego wówczas zagranicą. Ta ostatnia zapowiedź wywołała na warszawskiej giełdzie falę spadków spółek kontrolowanych przez Krauzego[2]. (TVN24.pl)

## 31 sierpnia2007
- Jaromir Netzel został odwołany z funkcji prezesa PZU. Komisja Nadzoru Finansowego zagroziła wprowadzeniem nadzoru komisarycznego w tej spółce, w której zarządzie obok J. Netzla została tylko jedna osoba[3]. (TVN24.pl)